# Голодні ігри (серія книг)
«Голо́дні і́гри» — серія антиутопічних романів для молоді, написана американською письменницею Сюзанною Коллінз. Перші три романи є частиною трилогії про головну героїню-підлітка Катніс Евердін, четверта та п'ята книги є приквелами. Дія четвертої книги відбувається за 64 роки до оригіналу, п'ятої — за 24. Усі п'ять книг перекладені українською мовою, у 2010—2012, 2021 та 2025 роках, відповідно.
Романи трилогії мають назви «Голодні ігри» (2008), «У вогні» (2009) та «Переспівниця» (2010). Кожний з них було екранізовано, що сформувало серію фільмів «Голодні ігри», а екранізацію «Переспівниці» поділено на два повнометражні фільми. Перші дві книги серії були бестселерами New York Times, а «Переспівниця» очолювала всі списки бестселерів США після свого виходу. До моменту виходу екранізації першої книги «Голодних ігор» у 2012 році видавець повідомив про друк понад 26 мільйонів книг трилогії «Голодні ігри», включно з тиражем, що робився під вихід фільму.
Всесвіт «Голодних ігор» — це антиутопія, дія якої розгортається в північноамериканській країні Панем, що складається з заможного Капітолія та 13 округів, які перебувають на різних рівнях бідності. Щороку діти з перших 12 округів обираються за допомогою лотереї для участі в обов'язковому телевізійному змаганні під назвою «Голодні ігри». 13-й округ також мусив брати у цьому участь, але вони очолили повстання проти Капітолія, і вважається, що після цього були розбомблені.
Усі романи були добре сприйняті. У серпні 2012 року трилогія посіла друге місце в опитуванні NPR про 100 найкращих підліткових романів, яке пропонувало учасникам вибрати свої улюблені книги для молоді, поступившись лише серії книг про Гаррі Поттера. 17 серпня 2012 року Amazon оголосив, що трилогія «Голодні ігри» стала найбільш продаваною, оскільки перевищила рекорд, який раніше належав серії про Гаррі Поттера. Станом на  2014 рік лише в США було продано понад 65 мільйонів примірників трилогії (понад 28 мільйонів примірників «Голодних ігор», понад 19 мільйонів примірників «У вогні» та понад 18 мільйонів примірників «Переспівниці»). На сьогодні трилогія «Голодні ігри» була продана в 56 країнах 51 мовою.
19 травня 2020 року вийшов роман-приквел під назвою «Балада про співочих пташок і змій» про перші дні Голодних ігор, головним героєм якого є молодий Коріолан Сноу.
18 березня 2025 року вийшов другий роман-приквел під назвою «Світанок перед Жнивами», яка розповідає про події перед, та під час другої Почверті Приборкання, коли Капітолій зажадав подвійну кількість трибутів. Головним героєм роману є молодий Геймітч Абернаті.

## Світ «Голодних ігор»
Дія трилогії «Голодні ігри» розгортається в невизначеному майбутньому, в антиутопічній, постапокаліптичній країні Панем, розташованій у Північній Америці. Країна складається з багатого міста Капітолій, розташованого в Скелястих горах, оточеного дванадцятьма (спочатку тринадцятьма) біднішими округами, якими керує Капітолій. Капітолій надзвичайно багатий і технологічно розвинений, але округи перебувають на різних рівнях бідності. Оповідач і головний герой трилогії, Катніс Евердін, живе в 12-му крузі, найбіднішому регіоні Панему, розташованому в Аппалачії, де люди регулярно вмирають від голоду. Як покарання за минуле повстання проти Капітолія (назване «Темними днями»), під час якого 13-й округ було знищено, один хлопець і одна дівчина віком від 12 до 18 років з кожного з інших дванадцяти округів вибираються жеребкуванням, щоб взяти участь у щорічному видовищі під назвою «Голодні ігри». Ігри — це телевізійна подія, у якій учасники, яких називають «трибутами», змушені битися до смерті на небезпечній публічній арені. Трибут-переможець та його/її рідний округ потім винагороджуються їжею, припасами та багатствами. Метою Голодних ігор є розвага для Капітолія та нагадування округам про могутність Капітолія та відсутність у нього каяття чи прощення за невдале повстання предків нинішніх трибутів.

## Літочислення
У даній Франшизі використовується Григоріанський календар, але інше Літочислення. Події Хронології поділяються на дві епохи: "До Голодних Ігор" (ДГІ) І "Після Голодних Ігор" (ГІ). 

## Структура
Кожна книга трилогії «Голодні ігри» складається з трьох частин по дев'ять розділів у кожному. Коллінз казала, що цей формат походить від її драматургічного досвіду, який навчив її писати в триактній структурі; її попередня серія «Хроніки підземного світу» була написана таким же чином. Вона розглядає кожну групу з дев'яти розділів як окрему частину історії, і її коментарі досі називають ці розділення між ними «перервами між актами».

## Витоки історії
Коллінз каже, що вона черпала натхнення для серії як з класичних, так і з сучасних джерел. Її основним класичним джерелом натхнення є грецький міф про Тесея та Мінотавра, у якому, як покарання за минулі злочини, Мінос змушує Афіну принести в жертву сім юнаків і сім дівчат Мінотавру, який вбиває їх у величезному лабіринті. Коллінз каже, що навіть у дитинстві вона була приголомшена ідеєю, оскільки «це було просто так жорстоко» змусити Афіну принести в жертву власних дітей.
Коллінз також посилається на ігри римських гладіаторів як на ще одне класичне натхнення. Вона вважає, що хорошу гру створюють три ключові елементи: могутній і безжальний уряд, люди, змушені битися до смерті, і роль гри як джерела масової розваги.
Сучасним джерелом натхнення стало недавнє захоплення Коллінз реаліті-шоу. Вона каже, що вони схожі на Голодні ігри, тому що Ігри не просто розвага, а й нагадування округам про їх повстання. Коллінз каже, що одного втомленого вечора вона перемикала телеканали та побачила людей, які змагалися за приз, а потім побачила кадри війни в Іраку. Вона розповіла, як вони поєдналися в «тривожний спосіб», щоб створити її перші ідеї для серії.

## Романи

### Трилогія

#### «Голодні ігри»
«Голодні ігри» — перша книга серії, яка вийшла 14 вересня 2008 року.
Книга розповідає про 16-річну Катніс Евердін, дівчину з 12-го округу, яка є добровольцем на 74-х Голодних іграх замість своєї молодшої сестри Примроуз Евердін, на котру вказав жереб. Також з 12-го округу обраний Піта Мелларк, який одного разу врятував Катніс від голоду, коли вони були дітьми. Їх наставляє єдиний живий переможець у їхньому окрузі Геймітч Абернаті, який переміг 24 роки тому і з того часу веде самотнє життя, пов'язане з алкоголізмом.
Піта зізнається у своєму давньому таємному коханні до Катніс у телевізійному інтерв'ю перед Іграми. Це відкриття приголомшило Кітніс, яка зазвичай не дозволяє собі думати про романтичну прив'язаність через травматичне дитинство та страх втратити майбутніх дітей у Голодних іграх. Однак вона вважає, що Піта лише вдає любов до неї як тактику для Ігор.
На арені Піта кілька разів рятує життя Катніс без її усвідомлення цього. Катніс об'єднується з Рутою, молодою трибуткою з округу 11, яка нагадує Катніс її сестру. Коли Руту вбивають, Катніс кладе квіти навколо її тіла на знак непокори Капітолію. Решті трибутів сповіщено про зміну правил, яка дозволяє трибутам з одного округу перемагати як команда. Катніс знаходить важкопораненого Піту, і замість того, щоб змагатися на самоті та бути вільною від нього, вона ризикує життям і доглядає за ним. Геймітч радить їй удавати почуття до Піти, щоб отримати багатих спонсорів, які можуть забезпечити найважливіші припаси «зірковим коханцям» під час Ігор. Коли вона дозволяє собі стати ближчою до Піти, вона починає відчувати до нього справжні почуття.
Коли всі інші трибути мертві, зміна правил раптово скасовується. Оскільки ніхто з них не бажає вбивати іншого, Катніс придумує вихід: подвійне самогубство, з'ївши отруйні ягоди. Це змушує владу визнати, що вони обидва виграли Ігри якраз вчасно, щоб врятувати їм життя. Під час і після Ігор щирі почуття Катніс до Піти зростають, і вона намагається примирити їх з тим фактом, що їхні стосунки розвинулися під зовнішнім тиском.
Геймітч попереджає її, що небезпека далеко не минула. Представники влади розлючені через те, що їх зробили дурнями, і єдиний спосіб спробувати вгамувати їхній гнів — це продовжувати прикидатися, ніби її дії були зумовлені її коханням до Піти і ні з чим іншим. По дорозі додому Піта з жахом дізнається про обман.

#### «У вогні»
«У вогні» — друга частина серії, яка вийшла 1 вересня 2009 року.
Дія «У вогні», починається через шість місяців після закінчення «Голодних ігор», коли Катніс дізнається, що її непокора в попередньому романі спричинила ланцюгову реакцію, яка надихнула повстання в округах. Президент Сноу погрожує завдати шкоди родині та друзям Катніс, якщо вона не допоможе врегулювати заворушення та не вийде заміж за Піту. Тим часом Піта дізнався про нещиру любов Катніс до нього, але, хоча йому сумно через це, він жодним чином не тисне на неї. Йому також повідомили про погрози Сноу, тож він обіцяє допомогти продовжити вдавання, щоб пощадити громадян 12-го округу. Найкращий друг Катніс, Гейл Готорн, зізнається у коханні до Катніс, що шокує та спантеличує її.
Катніс і Піта роблять тур по округах як переможці та планують публічне весілля. Поки вони виконують накази Сноу і продовжують обман, Кітніс і Піта ненавмисно підігрівають повстання, а шпилька-переспівниця, яку вона носить, стає його символом. Округ за округом громадяни Панему починають влаштовувати повстання проти Капітолія. Сноу оголошує спеціальний 75-й випуск Голодних ігор, відомий як «Червона чверть», у якому Кітніс і Піта змушені змагатися з іншими минулими переможцями, фактично скасувавши весілля.
Кітніс вважає, що Піта повинен пережити ці Ігри замість неї, і присвячує своє життя його порятунку. Піта, у свою чергу, присвячує своє життя її порятунку, і вони обидва визнають протилежні наміри іншого. За наполяганням Геймітча, пара об'єднується з кількома іншими трибутами і їм вдається знищити арену та втекти з Ігор. Катніс рятують сили повстанців з округу 13, і вона дізнається, що Капітолій захопив і Піту, і їхнього союзника з округу 7, Джоанну Мейсон. Зрештою, на свій подив, Катніс дізнається, що вона весь час ненавмисно була невід'ємною частиною повстання; її порятунок спільно спланували Геймітч, Плутарх Гевенсбі та Фіней Одейр, серед інших. Дізнавшись, що Піта схоплений і тепер буде підданий тортурам та вбитий, Катніс розлютилася і втрачає бажання жити.
Гейл повідомляє їй, що Капітолій знищив округ 12 як помсту. Після деяких вагань Катніс приєднується до повстанців.

#### «Переспівниця»
«Переспівниця», третя й остання книга із серії «Голодних ігор», вийшла 24 серпня 2010 року.
Більшість округів повстали проти Капітолія на чолі з Округом 13 і його президентом Альмою Коен. Капітолій збрехав про знищення округу в Темні дні. Після протистояння з Капітолієм жителі Округу 13 почали жити під землею та відновлювати свої сили. У них знайшли притулок ті, хто вижив у Окрузі 12. Катніс також дізнається, що Піта живий, його катують і змушують виступати на національному телебаченні, відмовляючи від повстання. Вона погоджується стати «Переспівницею», символом повстання. За це вона вимагає імунітету для Піти, Джоанни Мейсон, Енні Крести та Енобарії, переможців Ігор, захоплених Капітолієм. Катніс також вимагає права вбити президента Сноу власноруч.
Коли Катніс усвідомлює, що Капітолій продовжуватиме катувати Піту, допоки вона розпалює повстання, у неї виникає панічний напад і вона втрачає здатність виконувати роль Переспівниці. Розпочато рятувальну місію, якій вдалося врятувати Піту, Джоанну та Енні. Однак Піті промили мізки, щоб убити Катніс, і він намагається задушити її до смерті після їхньої зустрічі. Він проходить експериментальне лікування, щоб спробувати його вилікувати. Кітніс не має надії на його одужання, і вона вирішує повністю віддати себе повстанню та померти при цьому.
Упродовж роману Катніс бачить, наскільки безжалісним є Гейл. Здається, що він не так цінує людське життя, як вона. Він не відчуває співчуття до ворогів повстанців, і добре сприймає тортури та вбивства для просування повстання, навіть невинних мирних жителів. Вона намагається примирити це з тим фактом, що Гейла їй все ще небайдужий. Серед її жахливої самотності та посттравматичного розладу вона цілує Гейла, але він каже, що поцілунок несправжній, оскільки це схоже на «цілування з п'яним».
Після того, як вона оговталася після нападу Піти, Катніс і команда, відома як «Зоряний загін», що складається з Гейла, Піти, Фінея, операторської групи та інших солдатів, були призначені для зйомок пропаганди у відносно тихих зонах бойових дій. Однак Катніс вирішує йти до Капітолія щоб убити Сноу, вдаючи, що це завдання їй доручила Коен. Піта все ще бореться з промиванням мізків, але він продовжує одужувати і все ще закоханий у Катніс. Більшість загону гинуть по дорозі, включно з нещодавно одруженим Фінеєм. Коли Катніс наближається до особняка Сноу, вона бачить групу дітей Капітолія, які оточують його як живі щити. Раптом вертоліт скидає срібні парашути на дітей, які тягнуться до них, сподіваючись, що вони принесуть їжу. Деякі з парашутів вибухають, створюючи бійню. Наступаючі повстанці посилають медиків, у тому числі Примроуз Евердін. Тоді решта парашутів вибухають, убиваючи Примроуз саме тоді, коли вона бачить свою сестру.
Пізніше Катніс, також поранена, прокидається від коми, та дізнається, що повстанці перемогли, і Сноу чекає страти від її рук. Коли вона випадково зустрічає Сноу, він стверджує, що саме Коен таємно наказала бомбардування, щоб позбавити його підтримки своїх послідовників. Ця бомба також відповідає опису тієї, яку Гейл допомагав розробити, і вона розриває свою дружбу з Гейлом. Потім Коен просить переможців, що вижили, проголосувати за проведення останніх Голодних іграх, за участю дітей високопоставлених чиновників Капітолія (включно з онукою Сноу). Щоб завоювати довіру Коен, Катніс і Геймітч віддали вирішальні голоси на користь схеми. Однак під час запланованої страти Сноу Катніс замість цього вбиває Коен своїм луком. Сноу сміється, потім гине. Катніс намагається покінчити життя самогубством, але Піта зупиняє її, і натомість її арештовують.
Катніс судять, але присяжні вважають, що вона була психічно нездоровою, і її відправляють додому в Округ 12. І мати Катніс, і Гейл влаштовуються на роботу в інші округи. Піта повертається до свого здорового глузду. Катніс осідає з ним, і вони «приростали один до одного». Через багато років вона нарешті погоджується мати дітей. У них народжується дівчинка, а потім хлопчик, які ростуть у світі без Голодних ігор. Щоб впоратися зі своїм затяжним посттравматичним розладом, Кітніс часто витрачає час на перекази всіх добрих вчинків, свідком яких вона коли-небудь була.

### Приквели

#### «Балада про співочих пташок і змій»
Дія відбувається за 64 роки до подій першої книги трилогії та розповідає історію «Темних днів», які призвели до невдалого повстання в Панемі. Розповідь слідує за Коріоланом Сноу, коли йому було 18 років. Коллінз зазначила, що книга також оглядатиме події за 10 років після закінчення війни, коли жителі Панему намагаються встати на ноги та з'ясувати, як жити далі в новій реальності.
Книга вийшла 19 травня 2020 року.
"Схід сонця на жнивах"
Пʼята книга серії, події відбуваються за двадцять чотири роки до подій у "Голодних іграх". Жнива пʼятдесятих Голодних ігор, також відомих, як Придушення другої чверті. 
Книга вийшла 18 березня 2025 року.

## Теми
Основні теми романів включають недовіру до влади (до дорослих і уряду), класову дискримінацію та касти, опір, етику розваг і, особливо, витоки та наслідки війни. Соціальна нерівність, безпідзвітне управління та насильство над дітьми також були запропоновані як чільні теми. «У світі „Голодних ігор“ Капітолій живе екстравагантним багатством і споживанням. Тим часом у „округах“ мільйони людей працюють на небезпечних роботах з низькою оплатою. Оскільки Капітолій валяється в надлишку, округи ледве можуть дозволити собі прогодувати своїх дітей». Авторка Сюзанна Коллінз також згадує теми «справедливої війни», гладіаторських боїв і голоду. Війна як наслідок кліматичної катастрофи, сила та ілюзії телебачення також згадуються як теми. Інші згадували революцію та повстання як теми. «Хоча вони… спрямовані на молодь, вони представляють потенційно досить підривні ідеї масової революції, економічного саботажу та популістської боротьби з олігархією».

## Сприйняття

### Критичне сприйняття
Усі три книги були сприйняті схвально. Похвали зосереджена на якості книг, що «викликають залежність», особливо першої, і бойових сцен. Джон Ґрін з The New York Times порівняв «Голодні ігри» з серією книг Скотта Вестерфельда «Потвори». «У вогні» отримала похвалу за покращення після першої книги, а «Переспівницю» хвалили за її зображення насильства, добре виконане світотворення та романтичну інтригу.
Серія отримала критику через те, що тема реаліті-шоу з «грою на смерть» є похідною від попередніх робіт, зокрема «Королівської битви», а також «Людина, що біжить», «Довга прогулянка», «Десята жертва» і «Серіал 7: Претенденти». Серію також критикували за романтичну сюжетну лінію: Роллі Велч з The Plain Dealer з Огайо критикував відсутність рішучості в поведінці персонажів, а Дженніфер Різ з Entertainment Weekly заявила, що між Пітою та Гейлом було мало відмінностей, а серії бракувало «еротичної енергії», яку можна побачити в «Сутінках».
Дж. К. Мачек III з PopMatters заявив: «Хоча кіносага дійсно відображає екшн „Голодних ігор“, романи, безсумнівно, є серцем історії. Вони не що інше, як „письменницька версія“ самих фільмів». У своїй рецензії Майк Руїс стверджує, що у фільмі «Голодні ігри» немає розповіді від першої особи, яка є в оригінальному романі. У результаті Руїс стверджує, що роман кращий за фільм.
Останню книгу трилогії, «Переспівницю», розкритикував Ден Шейд з SF Site, який вважав, що Катніс є слабшим персонажем, ніж її товариші, і менш рішучою у своїй подорожі до Капітолія; і стосовно її вендети президенту Сноу, дії Катніс у фіналі не відповідають її усталеному характеру.
5 листопада 2019 року BBC News включило «Голодні ігри» до списку 100 найвпливовіших романів.

### Адаптації

#### Екранізації

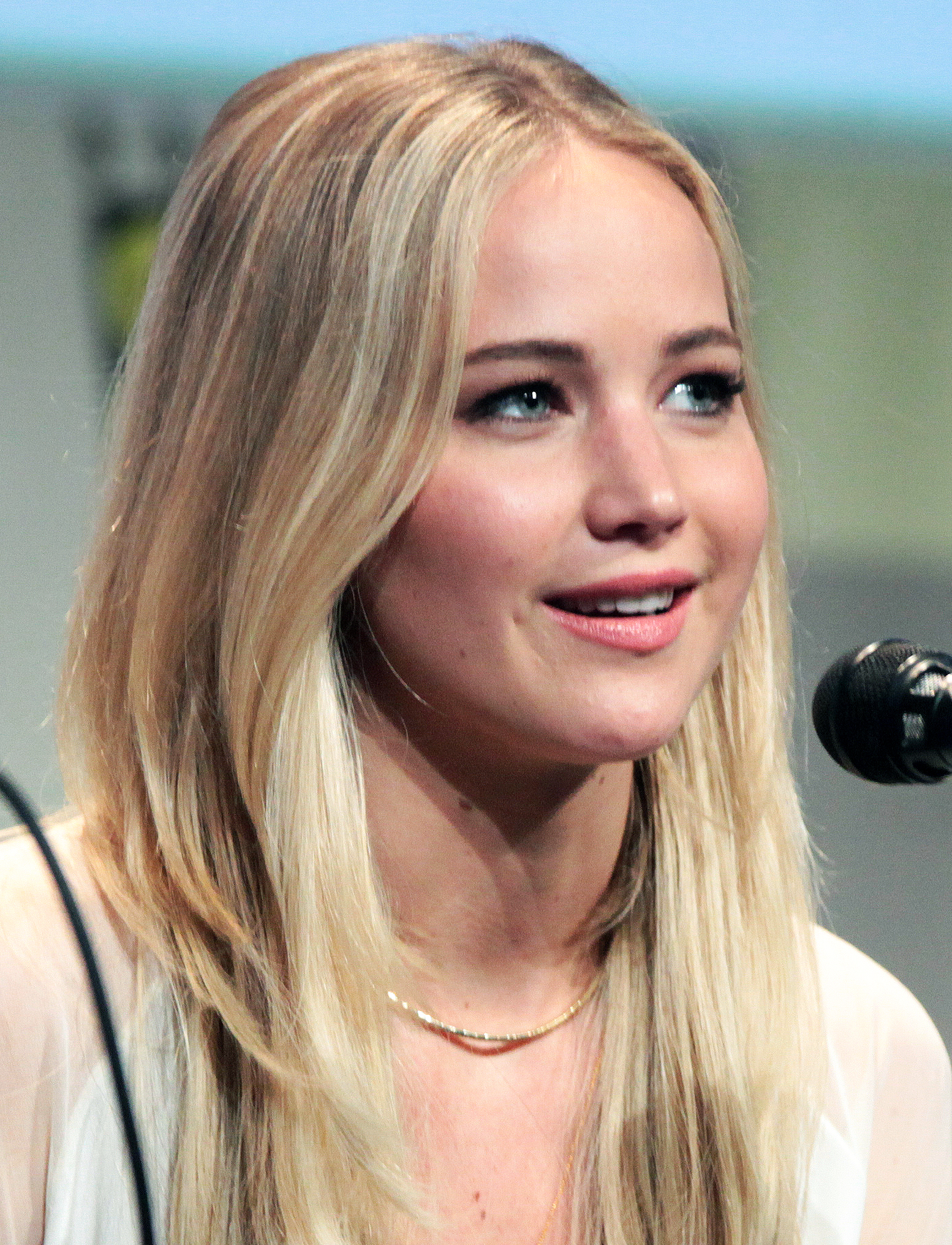
Дженніфер Лоренс зіграла Катніс в екранізаціях.

Lionsgate Entertainment придбала права на всесвітнє розповсюдження фільмів за «Голодними іграми», які були створені продюсерською компанією Ніни Джейкобсон «Color Force». Коллінз сама адаптувала перший роман під фільм разом із режисером Гері Россом. До акторського складу увійшли, зокрема, Дженніфер Лоренс у ролі Катніс, Джош Гатчерсон у ролі Піти та Ліам Гемсворт у ролі Гейла. Виробництво першого фільму почалося навесні 2011 року, у березні 2012 року він вийшов у прокат. Для «У Вогні» Росса на посаді режисера замінила Френсіс Лоренс; фільм вийшов у прокат у листопаді 2013 року. Потім Лоуренс зняла «Переспівницю», розділену на частину І та частину ІІ, які вийшли в листопаді 2014 та листопаді 2015 років відповідно.
Кіноверсія приквела, режисером якої є знову Френсіс Лоренс, перебуває у розробці. Її вихід планується на 17 листопада 2023 року.

### В культурі
«Голодним іграм» разом із мульфімом «Відважна» приписують зростання інтересу жінок до стрільби з лука. Відразу після виходу першого фільму «Голодні ігри» багато компаній, пов'язаних зі стрільбою з лука, відчули значний підйом у бізнесі: їхні уроки були повністю заброньовані, а реверсивні луки мали довгі черги очікування на замовлення. У звіті за 2016 рік близько половини опитаних дівчат-лучниць зайнялися спортом під впливом «Голодних ігор».
Жест трьома пальцями, який використовується в книгах для висловлення підтримки повстання, використовувався під час реальних протестів у Таїланді (2014, 2020) і М'янмі (2021).

## Український переклад
Перша книга, «Голодні ігри», вийшла українською мовою 2 червня 2010 року у видавництві «Країна мрій» у перекладі Уляни Григораш. «У вогні» вийшла 30 травня 2011 року також у «Країні мрій» у перекладі Катерини Плугатир. 15 лютого 2012 року «Переспівниця», знову в перекладі Уляни Григораш, завершила видання головної трилогії українською. Книги були перевидані 2015 року. Приквел «Балада про співочих пташок і змій» був виданий у 2021 році видавництвом «Book Chef» у перекладі Марії Пухлій.